# 거짓말의 발명
거짓말의 발명(영어: The Invention of Lying) 또는 그곳에선 아무도 거짓말을 하지 않는다는 리키 저베이스와 매슈 로빈슨이 감독한 2009년 미국의 로맨틱 코미디 영화이다. 이 영화는 저베이스와 로빈의 데뷔 영화로, 거짓말이 없는 세상에서 유일하게 거짓말을 할 줄 아는 남자가 점차 자신의 인생을 변화시키는 내용을 담고 있다. 리키 저베이스, 제니퍼 가너, 조나 힐, 루이스 C.K., 로브 로우와 티나 페이가 출연한다.

## 줄거리
마크 벨리슨은 ‘인류가 거짓말을 하는 법을 터득하지 않은 사회(The world in which people never evolved the ability to tell a lie)’에 사는 사람이다. 거짓말이 없는 세상의 영화는 시나리오 작가들이 역사적 사실을 찾아 그에 대한 설명문을 쓰면 성우들이 그 설명문을 읽어 나가는 형식으로 진행된다. 시나리오 작가인 마크 벨리슨은 시나리오가 재미 없다는 이유로 회사에서 해고를 당하고, 유명한 동료인 브래드 케슬러에게 무능력한 낙오자 취급을 받는다. 그리고 사랑하던 여인인 애나와 데이트를 하는데에 성공하지만 그 후에 못생겼고 사회적 지위가 충분하지 않다는 이유로 ‘당신은 재미있지만 나와는 수준이 맞지 않는다’라는 이메일을 받게 된다. 전 재산이 300달러밖에 남지 않은 벨리슨은 아파트 월세를 갚지 못해 집에서 쫓겨날 위기에 처하게 된다. 이사를 가기 위해 돈을 인출하려던 마크 벨리슨은 은행 시스템이 다운되어 은행 직원이 자신의 잔고가 얼마인지 모른다는 사실을 알고 무의식적으로 자신의 은행 계좌에 800달러가 있다고 거짓말을 한다. 바로 다음에 은행 시스템이 복원되어 300달러 밖에 없다는 데이터가 나타나게 되지만 은행 직원은 기계측의 실수라고 생각하고 마크 벨리슨에게 800달러를 준다. 마크 벨리슨이 거짓말을 하는 능력을 얻게 된 것이다. 거짓말을 모르는 사람들은 마크 벨리슨의 거짓말이 모두 사실이라고 생각한다. 자신의 능력을 깨달은 마크 벨리슨은 카지노에 가서 거짓말을 해 돈을 벌고, 사실이 아닌 이야기를 사실인 것처럼 시나리오로 써 시나리오 작가로서도 성공한 삶을 살게 된다. 뿐만 아니라, 자살을 시도하는 이웃에게 희망을 주고, 집을 잃은 사람에게 돈을 주는 등 타인의 인생 역시 변화시키게 된다.
마크는 거짓말을 통해 획득한 부와 명예로 애나와 다시 데이트를 하는 데에 성공한다. 데이트를 하던 마크는 어머니가 위독하다는 소식을 듣고 요양원으로 달려간다. 마크는 어머니의 임종에서 죽음에 대한 두려움에 떨고 있는 어머니에게 거짓말을 한다. 사후 세계는 영원한 ‘무’의 세계가 아니라, 사랑했던 이들이 기다리고 있고, 고통은 없고 사랑만이 있는 영원한 행복의 세계라는 것이다. 그 말을 들은 마크의 어머니는 편안히 죽음을 맞이할 수 있게 된다. 그러나 마크의 거짓말을 들은 의사와 간호사들이 신문 기자들에게 마크가 사후 세계에 대해 알고 있다고 제보해 마크는 순식간에 유명 인사가 된다. 갑자기 몰려드는 인파에 겁에 질린 마크는 사후 세계에 대한 궁금증으로 가득 찬 사람들에게 무슨 말을 해 주어야 할지 생각하다가, ‘하늘에 있는 자’라는 상상 속의 사람을 만들어 내 사후 세계에 대한 이야기를 쓴다. 그의 이야기는 언론을 통해 전설화된다. 부와 명예를 가진 후 애나와 급속도로 친해진 마크는 어느 날 공원에서 지나가는 사람들에 대해 이야기한다. 지나가는 사람들을 겉모습으로만 판단하는 애나에게 마크는 눈에 보이는 것 그 이상을 보라고 한다. 그리고 자신이 어떻게 보이냐는 애나에게 마크는 예쁠 뿐만이 아니라 자신이 본 중 가장 따뜻한 사람이라고 말한다. 그러자 애나는 마크에게 자신은 그를 사랑하지만, 마크와 결혼했을 때 나올 아이들이 마크의 뚱뚱하고 못생긴 유전코드를 물려받을 까봐 결혼을 할 수 없다고 한다. 그리고 마크가 가지고 있는 부와 명예가 유전코드를 바꿀 수 있냐고 질문한다. 마크는 거짓말을 하지 않고 바꿀 수 없다고 한다.
그러던 어느 날 애나는 마크가 제일 싫어하는 브래드 케슬러와 함께 데이트를 하게 된다. 브래드는 애나에게 마크는 자신이 가지고 있는 우월한 유전코드를 가지고 있지 않다고 말한다. 애나의 어머니도 마크는 뚱뚱하고 못생긴 낙오자이기 때문에 애나의 친구나 남편이 될 주제가 되지 않는다고 말한다. 애나는 마크가 자신을 행복하게 해 줄 수 있는 사람이라고 말하지만, 한편으로는 유전코드에 대한 미련을 버리지 못하고 브래드 케슬러와 결혼하기로 한다. 마크는 애나가 브래드 케슬러와 결혼하기로 한 것을 알고 나서 우울해 한다. 결혼식 전 날 애나는 마크의 집에 찾아가 청첩장을 준다. 청첩장을 받은 마크는 애나에게 브래드와 결혼하지 말라고 한다. 그러자 애나는 자신도 마크가 좋고 마크와 있으면 행복하지만 브래드가 자신의 이상적인 유전적 궁합 상대이기 때문에 결혼을 포기할 수 없다고 말한다. 청첩장을 주고 나온 애나는 거리에서 한 뚱뚱한 아이가 다른 아이들에게 ‘숏다리 돼지’라고 놀림을 받는 것을 보고 아이들을 말린다. 그리고 숏다리 돼지라고 놀림을 받는 아이에게 넌 평범한 숏다리 돼지가 아니라, 웃음이 예쁜 아이라고 말하며 아이를 위로한다.
다음 날 마크는 결국 하늘의 그 분을 생각하는 곳’에서 열리는 애나의 결혼식에 찾아가 결혼식을 말리기로 한다. 그리고 결혼식이 진행되는 도중 결혼식을 멈추고 애나에게 신체적 조건이나 유전코드는 좋은 사람과 행복한 사람을 결정지을 수 없다고 말한다. 그러자 애나를 비롯한 다른 사람들은 ‘하늘의 그 분’의 뜻을 말해달라고 한다. 마크는 애나의 뜻이 더 중요하기 때문에 그럴 수 없다고 말하며 결혼식 장소를 빠져나간다. 애나는 마크를 뒤따라나와 왜 하늘의 뜻을 말해주지 않냐고 하자 마크는 사실 그런 사람은 없다고 말한다. 그 사람에 관한 이야기는 어머니를 위해 모두 자신이 지어낸 이야기라는 것이다. 그러자 애나는 없는 걸 있다고 말할 수 있다면, 왜 부와 명예가 유전 코드를 바꿀 수 있냐고 물었을 때 그럴 수 없다고 했냐고 묻는다. 그러자 마크는 ‘그런 건 중요하지 않으니까’라고 한다. 그러자 애나는 자신이 진정 원하는 것은 뚱뚱하고 못생긴 아이라고 하며, 마크와 결혼을 한다. 그리고 마크와 같이 거짓말을 할 수 있는 능력을 가진 아이를 낳는다.

## 출연

### 주연
- 릭키 제바이스
- 제니퍼 가너
- 조나 힐
- 루이스 C.K.
- 로브 로우
- 티나 페이

### 조연
- 제프리 탬버
- 피오눌라 플라나건
- 도나 소벨로
- 스테파니 마치
- 루벤 산티아고 허드슨

## 기타
- 협력프로듀서: 레이첼 애바버넬
- 협력프로듀서: 맥스 킨
- 미술: 알렉 해몬드
- 세트: 캐슬린 로즌
- 의상: 수지 드산토
- 배역: 린 크레셀
- 배역: 프랜신 마이슬러

## 개봉
워너브라더스 배급으로 북미에서 개봉되었고, 유니버설 스튜디오에서 그외 국가의 배급을 담당하면서, 이 영화의 북미 배급에 대한 권리를 갖고 있다. 이 영화는 2009년 9월 14일 토론토 국제 영화제에서 첫 공개되어, 2주 뒤인 2009년 10월 2일 북미에서 개봉되었다. DVD와 Blu-ray는 2010년 1월 19일 발매되었다.

## 박스 오피스
이 영화는 전미 18,451,251 달러, 그외 국가에서 13,955,256 달러의 수익을 벌어들어 전세계적으로 32,406,507 달러의 수익을 기록하였다.